# John Wesley Powell
John Wesley Powell (n. 24 martie 1834 – d. 23 septembrie 1902) a fost un soldat, geolog, explorator al Vestului american și, în anii săi târzii, cel de-al doilea director al agenției guvernamentale americane de prospectare geologică United States Geological Survey. Powell a devenit faimos în urma expediției sale de trei luni din 1869 dedicată explorării, în premieră absolută, a râurilor Green și Colorado, incluzând trecerea prin Marele Canion al râului Colorado.

## Biografie

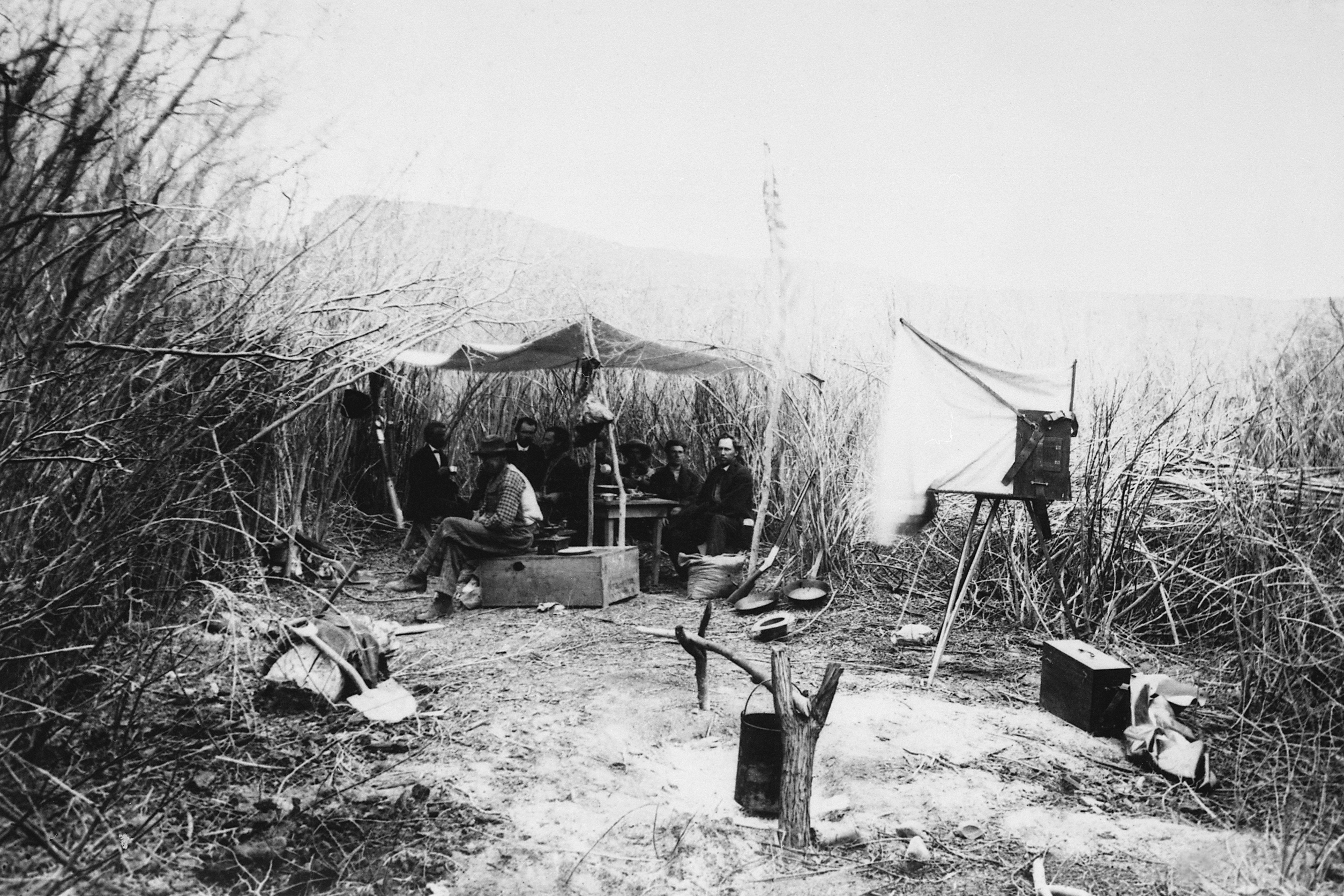
Primul popas al expediţiei Powell din 1869, printre sălcii, Green River, Wyoming, 1871.

### Biografie timpurie
Powell s-a născut în Mount Morris, New York, în 1834 ca fiu al lui Joseph și Mary Powell. Tatăl său, un preot itinerant sărac a emigrat în Statele Unite din Shrewsbury, Anglia în 1830. Familia sa s-a mutat către vestul american al timpului în Jackson, Ohio și apoi în Comitatul Walworth din statul Wisconsin, pentru ca, în sfărșit, să se stabilească în Illinois, în comitatul rural Boone County.
Powell a studiat la Illinois College, Wheaton College și la Oberlin College, specializându-se în greaca veche și latină, dar nu a terminat studiile niciodată. În tinerețea sa, Powell a explorat valea fluviului Mississippi. În 1855, a străbătut statul  Wisconsin pe jos în patru luni. În 1856, a călătorit într-o barcă cu vâsle pe Mississippi de la cascada Saint Anthony până la vărsarea fluviului în Golful Mexic, în 1857 a întreprins o călătorie foarte similară în josul fluviului Ohio de la Pittsburgh la Saint Louis, statul  Missouri, pentru ca în 1858 să călătorească în jos pe râul Ilinois, apoi să urce de-a lungul fluviului Mississippi și ulterior pe râul Des Moines până în centru statului  Iowa. A fost ales membru al Societății de istorie naturală a statului Illinois (conform, Illinois Natural History Society) în 1859.

### Expediții
Membrii primei expediții Powell

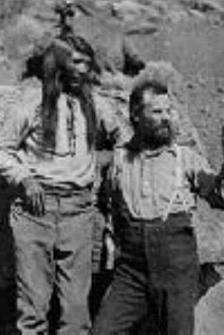
Powell with Tau-gu, a Paiute, 1871-1872

- John Wesley Powell, organizatorul expediției, maior în Războiul civil american
- J. C. Sumner, vânător, soldat în Războiul civil american
- William H. Dunn, vânător, specializat în capcane, originar din  Colorado
- W. H. Powell, fratele lui John Wesley, căpitan în Războiul civil american
- G.Y. Bradley, locotenent în Războiul civil american, cronicarul expediției
- O. G. Howland, tipograf, editor, vânâtor
- Seneca Howland
- Frank Goodman, aventurier englez
- W. R. Hawkins, bucătar, soldat în Războiul civil american
- Andrew Hall, scoțian, cel mai tânăr membru al expediției